# René Leroy
René Leroy (4. marts 1898 i Maisons-Laffitte – 3. januar 1985 ved Paris; også René LeRoy eller René Le Roy) var en fransk fløjtenist og musikpædagog.
Leroy studerede hos Adolphe Hennebains, Léopold Lafleurance og Philippe Gaubert ved Conservatoire de Paris, hvor han i 1918 fik førsteprisen i fløjte. Fra 1952 til 1968 var han solofløjtenist i orkestret ved New York City Opera. Han tjente fra 1971 som professor i kammermusik ved Conservatoire de Paris. I 1966 offentliggjorde han en Traité de la flûte. Blandt hans elever er Christine Alicot, Juho Alvas, Thomas Brown, Susan Morris DeJong, Geoffrey Gilbert og Bassam Saba.